# Bambusa ramispinosa
Bambusa ramispinosa är en gräsart som beskrevs av Liang Chi Chia och Hok Lam Fung. Bambusa ramispinosa ingår i släktet Bambusa och familjen gräs. Inga underarter finns listade i Catalogue of Life.